# ورغروف (باركشير)
ورغروف (بالإنجليزية: Wargrave)‏ هي قرية و أبرشية مدنية تقع في المملكة المتحدة في إنجلترا. يقدر عدد سكانها بـ 3,803 نسمة ومساحتها 16.28 كم2 .

## أعلام
- هربرت رودس
- باول دانيلز